# Verzorgingsplaats Piani d'Invrea
De Verzorgingsplaats Piani d'Invrea is een verzorgingsplaats in Italië langs de A10 bij de plaats Varazze.

## Locatie
Het eerste deel van de A10 werd eind jaren 50 aangelegd tussen Albisola en Genua Pra' als driebaansweg. Ongeveer op de helft van het traject werd de verzorgingsplaats geprojecteerd tussen het kasteel van Invrea en de plaats Varazze. Aan beide kanten van de weg kwam een parkeerplaats met tankstations en de bezoekers konden via een voetgangerstunnel de weg oversteken. De locatie biedt uitzicht over de Middellandse Zee en het wegrestaurant kwam bij de zuidelijke parkeerplaats aan de kant van de zee. Vlak onder het wegrestaurant aan de zeezijde loopt de Via Aurelia waar eveneens een parkeerplaats werd gebouwd. De bezoekers kunnen van daar met een trap de verzorgingsplaats bereiken.
In 1967 kwam de aansluiting op de A7 bij Genua gereed en nadat eind 1971 de A10 ten westen van Savona tot aan de Franse grens was voltooid werd gestart met de ombouw van het eerste deel van de weg tot autosnelweg met gescheiden rijbanen. De noordelijke parkeerplaats was daarbij nodig voor de rijbaan naar het westen. Het tankstation en de parkeerplaats voor het verkeer naar het westen werden daarom ongeveer 300 meter naar het oosten verplaatst waar ook een eigen wegrestaurant verrees.

## Voorzieningen
Het tankstation aan de noordkant werd geëxploiteerd door Esso, terwijl zowel Shell als BP een pomp hadden naast het restaurant. Het wegrestaurant werd ontworpen door de huisarchitect van de restaurantketen Pavesi. Angelo Bianchetti kwam in 1957 met het voorstel om een brugrestaurant te bouwen bij Piani d' Invrea. Dit voorstel werd niet overgenomen en Bianchetti greep terug op zijn restaurants in Villoresi en Ronco Scrivia, ronde paviljoens aan een kant van de weg en een voetgangerstunnel. Het ontwerp werd aangepast aan de omgeving, het deel langs de Via Aurelia werd opgetrokken in gewapend beton terwijl de tweede etage, het niveau van de autostrada, uitgevoerd is als rond paviljoen in staalskeletbouw. In plaats van de grote stalenbogen kreeg Piani d' Invrea een 23 meter hoge mast met onderaan het logo van Pavesi en daarboven de seinvlaggen van de scheepvaart. De verzorgingsplaats werd in 1959 geopend. In 1974 kwamen Pavesi en haar concurrenten in financiële moeilijkheden en werden de wegrestaurants door de overheid opgekocht. Staatsholding IRI bracht ze in 1977 allemaal onder in de keten Autogrill die het restaurant nog steeds exploiteert. Het restaurant voor de andere rijrichting is eveneens in handen van Autogrill, de tankstations kennen inmiddels andere exploitanten.